# Гребля Ваді-Вареа
Гребля Ваді-Вареа (Wadi Wareaa, Al Wurayah) – інженерна споруда на північному сході Об’єднаних Арабських Еміратів, у еміраті Фуджейра.
Гребля, яку ввели в дію у 1997 році, виконує функції живлення водоносних горизонтів (затримання на певний час води епізодичних дощів дозволяє забезпечити Її максимальне всотування у алювіальні породи русла) та захищає від повеней прибережний регіон на північ від міста Хор-Факкан. 
Гребля виконана як земляна споруда з ядром із мулистих матеріалів висотою 33 метра та довжиною 367 метрів. Менш ніж за півтори сотні метрів ліворуч від греблі у штучно поглибленій сідловині облаштована водопереливна секція довжиною біля 150 метрів.
Гребля може утримувати тимчасове водосховище об’ємом 5,2 млн м3, при цьому максимальна площа його  поверхні становить 0,64 км2.